# Santa Quitería, Sinaloa
Santa Quitería är en ort i Mexiko.   Den ligger i kommunen Sinaloa och delstaten Sinaloa, i den västra delen av landet, 1 200 km nordväst om huvudstaden Mexico City. Santa Quitería ligger 118 meter över havet och antalet invånare är 113.
Terrängen runt Santa Quitería är platt åt sydost, men åt nordväst är den kuperad. Runt Santa Quitería är det glesbefolkat, med 19 invånare per kvadratkilometer. Närmaste större samhälle är Sinaloa de Leyva, 19,0 km söder om Santa Quitería. I omgivningarna runt Santa Quitería växer huvudsakligen savannskog.